# Jaime Andrés Marulanda
Jaime Andrés Marulanda (edad y fecha de nacimiento desconocida) es un asesino en serie colombiano. Confesó haber cometido 137 asesinatos. Las autoridades de Colombia le relacionan directa y oficialmente por 37 asesinatos, muchos de los cuales los cometió entre abril y noviembre de 2002.
Según su propia confesión, trabajó como colaborador y patrullero de las Autodefensas Unidas de Colombia (AUC) y que los asesinatos que cometió fueron ordenados por dicho grupo paramilitar. Muchos de estos asesinatos fueron selectivos e iban destinados a líderes sociales, aunque también a menores de edad.
Apodado El chiquilín por su baja estatura (1,50 centímetros), se encuentra recluido en una prisión de Acacías. Fue condenado a 28 años de prisión.

## Crímenes
Se cree que Marulanda perpetró los asesinatos entre abril y noviembre de 2002, en una zona llamada Cazucá, en las inmediaciones de Bogotá y Soacha. Trabajaba para las Autodefensas Unidas de Colombia (AUC), grupo que le ordenó varios asesinatos selectivos. Según los expedientes de las autoridades colombianas, Marulanda ganaba aproximadamente $ 400 000 pesos por cada asesinato.
De los 137 asesinatos que confesó haber cometido, se le relaciona con dos en particular: ser el responsable o cómplice de las muertes de Luis Alfredo Colmenares Chía, exgobernador y representante a la Cámara del departamento de Arauca y del excongresista Octavio Sarmiento.
Personas asesinadas por Marulanda según el reporte de las autoridades:
- José Anderson Grillo y Harbey Ricardo Jaramillo, 21 de marzo.
- Ángel Enrique Meneses, Elkin Jonathan Acosta y Rubén Darío Limas, 13 de mayo.
- Pedro Antonio Monroy, 14 de mayo.
- Anderson Calderón Moreno, 22 de mayo.
- Anyerson Felipe Velásquez, 26 de mayo.
- José Jair Agudelo, Omar Alberto Rodríguez, 30 de mayo.
- José Mauricio Galeano, primero de junio.
- Ricardo Alexander Uribe, 2 de junio.
- Valerio Vicente Borda, 13 de junio.
- Waldo y José Edison Galindo, 22 de junio.
- John William Soler, 11 de julio.
- Manuel Elías Leudo y César Augusto Vargas, 20 de julio.
- Duvar Andrés Duque, 27 de julio.
- Gina Penagos, 10 de agosto.
- Christopher Barrero, 13 de agosto.
- Jhonatan Francisco Rivera, 29 de agosto.
- Freddy Arley Herrera, 30 de agosto.
- Diana Alexandra Chávez Ruiz, 6 de septiembre.
- Yeison Eduardo Pinto y Miguel Ángel Quevedo, 15 de septiembre.
- David Amado, 15 de septiembre.
- Juan Evangelista Calderón y Julio Alexander Salamanca, 19 de septiembre.

## Captura y condena
Marulanda fue capturado por las autoridades colombianas en 2003, después de haber comprobado su participación en 37 asesinatos. En el día de su juicio, confesó haber asesinado a 137 personas.
Debido a los crímenes por los que fue responsabilizado, Marulanda finalmente se acogió a una sentencia anticipada, motivo por el cual le fue impuesta una condena de 28 años. Cumple su condena en una prisión de Acacías.